# Mistrovství světa v orientačním běhu 1993
15. Mistrovství světa v orientačním běhu proběhlo v USA s centrem v newyorském West Pointu a termínu 9. až 14. srpna 1993. V mužích startovalo 136 (50 sprint + 86 long) závodníků a v ženách 132 (50 sprint + 82 long) závodnic. Ve štafetách 30 mužských čtyřčlenných a 20 ženských čtyřčlenných štafet z 34 zemí světa. Běželo se na mapách s názvy Surebridge Mountain, Pole Brook Mountain a Rockhouse Mountain. Českou republiku reprezentovali: Petr Vavrys, Petr Kozák, Tomáš Prokeš, Libor Zřídkaveselý, Zdeněk Zuzánek, Jana Cieslarová, Mária Honzová, Marcela Kubátková, Hana Doleželová a Petra Novotná-Wágnerová.

## Výsledky Krátká trať (Short distance)
| Muži                                    | Muži                                    | Muži                                    | Muži                                    | Muži                                    | Ženy                                     | Ženy                                     | Ženy                                     | Ženy                                     | Ženy                                     |
| --------------------------------------- | --------------------------------------- | --------------------------------------- | --------------------------------------- | --------------------------------------- | ---------------------------------------- | ---------------------------------------- | ---------------------------------------- | ---------------------------------------- | ---------------------------------------- |
| - Traťové parametry: 4,8 km, 14 kontrol | - Traťové parametry: 4,8 km, 14 kontrol | - Traťové parametry: 4,8 km, 14 kontrol | - Traťové parametry: 4,8 km, 14 kontrol | - Traťové parametry: 4,8 km, 14 kontrol | - Traťové parametry: 3,66 km, 11 kontrol | - Traťové parametry: 3,66 km, 11 kontrol | - Traťové parametry: 3,66 km, 11 kontrol | - Traťové parametry: 3,66 km, 11 kontrol | - Traťové parametry: 3,66 km, 11 kontrol |
| Umístění                                | Země                                    | Jméno                                   | Čas                                     | Ztráta                                  | Umístění                                 | Země                                     | Jméno                                    | Čas                                      | Ztráta                                   |
|                                         | Norsko                                  | Petter Thoresen                         | 0:22:34                                 |                                         |                                          | Švédsko                                  | Anna Bogrenová                           | 0:20:39                                  |                                          |
|                                         | Finsko                                  | Timo Karppinen                          | 0:23:00                                 | + 0:00:26                               |                                          | Švédsko                                  | Marita Skogumová                         | 0:21:10                                  | + 0:00:31                                |
|                                         | Švédsko                                 | Martin Johansson                        | 0:23:26                                 | + 0:00:52                               |                                          | Finsko                                   | Eija Koskivaaraová                       | 0:21:11                                  | + 0:00:32                                |
| 31.                                     | Česko                                   | Petr Vavrys                             | 0:25:52                                 | + 0:03:18                               | 13.                                      | Česko                                    | Jana Cieslarová                          | 0:23:29                                  | + 0:02:50                                |
| 32.                                     | Česko                                   | Tomáš Prokeš                            | 0:25:54                                 | + 0:03:20                               | 24.                                      | Česko                                    | Marcela Kubatková                        | 0:24:40                                  | + 0:04:01                                |
| 43.                                     | Česko                                   | Libor Zřídkaveselý                      | 0:28:02                                 | + 0:05:28                               | 31.                                      | Česko                                    | Hana Doleželová                          | 0:25:55                                  | + 0:05:16                                |
| DSC                                     | Česko                                   | Zdeněk Zuzánek                          |                                         |                                         | 37.                                      | Česko                                    | Mária Honzová                            | 0:27:42                                  | + 0:07:03                                |

## Výsledky klasického závodu
| Muži                                                                 | Muži                                                                 | Muži                                                                 | Muži                                                                 | Muži                                                                 | Ženy                                    | Ženy                                    | Ženy                                    | Ženy                                    | Ženy                                    |
| -------------------------------------------------------------------- | -------------------------------------------------------------------- | -------------------------------------------------------------------- | -------------------------------------------------------------------- | -------------------------------------------------------------------- | --------------------------------------- | --------------------------------------- | --------------------------------------- | --------------------------------------- | --------------------------------------- |
| - Traťové parametry: 13,5 km, 19 kontrol - Mapa: Surebridge Mountain | - Traťové parametry: 13,5 km, 19 kontrol - Mapa: Surebridge Mountain | - Traťové parametry: 13,5 km, 19 kontrol - Mapa: Surebridge Mountain | - Traťové parametry: 13,5 km, 19 kontrol - Mapa: Surebridge Mountain | - Traťové parametry: 13,5 km, 19 kontrol - Mapa: Surebridge Mountain | - Traťové parametry: 8,6 km, 14 kontrol | - Traťové parametry: 8,6 km, 14 kontrol | - Traťové parametry: 8,6 km, 14 kontrol | - Traťové parametry: 8,6 km, 14 kontrol | - Traťové parametry: 8,6 km, 14 kontrol |
| Umístění                                                             | Země                                                                 | Jméno                                                                | Čas                                                                  | Ztráta                                                               | Umístění                                | Země                                    | Jméno                                   | Čas                                     | Ztráta                                  |
|                                                                      | Dánsko                                                               | Allan Mogensen                                                       | 1:27:36                                                              |                                                                      |                                         | Švédsko                                 | Marita Skogumová                        | 1:02:27                                 |                                         |
|                                                                      | Švédsko                                                              | Jörgen Mårtensson                                                    | 1:28:07                                                              | + 0:00:31                                                            |                                         | Finsko                                  | Annika Viiloová                         | 1:04:42                                 | + 0:02:15                               |
|                                                                      | Norsko                                                               | Petter Thoresen                                                      | 1:29:28                                                              | + 0:01:52                                                            |                                         | Spojené království                      | Yvette Hagueová                         | 1:06:09                                 | + 0:03:42                               |
| 12.                                                                  | Česko                                                                | Tomáš Prokeš                                                         | 1:33:05                                                              | + 0:05:29                                                            | 13.                                     | Česko                                   | Marcela Kubatková                       | 1:14:08                                 | + 0:11:41                               |
| 17.                                                                  | Česko                                                                | Petr Kozák                                                           | 1:35:23                                                              | + 0:07:47                                                            | 14.                                     | Česko                                   | Mária Honzová                           | 1:14:23                                 | + 0:11:56                               |
| 31.                                                                  | Česko                                                                | Petr Vavrys                                                          | 1:39:01                                                              | + 0:11:25                                                            | 47.                                     | Česko                                   | Jana Cieslarová                         | 1:24:49                                 | + 0:22:22                               |
| 62.                                                                  | Česko                                                                | Libor Zřídkaveselý                                                   | 1:47:49                                                              | + 0:20:13                                                            | 52.                                     | Česko                                   | Hana Doleželová                         | 1:26:36                                 | + 0:24:09                               |

## Výsledky štafetového závodu
| Muži                                                                           | Muži                                                                           | Muži                                                                           | Muži                                                                           | Muži                                                                           | Ženy                                                                           | Ženy                                                                           | Ženy                                                                           | Ženy                                                                           | Ženy                                                                           |
| ------------------------------------------------------------------------------ | ------------------------------------------------------------------------------ | ------------------------------------------------------------------------------ | ------------------------------------------------------------------------------ | ------------------------------------------------------------------------------ | ------------------------------------------------------------------------------ | ------------------------------------------------------------------------------ | ------------------------------------------------------------------------------ | ------------------------------------------------------------------------------ | ------------------------------------------------------------------------------ |
| - Traťové parametry: 1. úsek ? km / 2. úsek ? km / 3. úsek ? km / 4. úsek ? km | - Traťové parametry: 1. úsek ? km / 2. úsek ? km / 3. úsek ? km / 4. úsek ? km | - Traťové parametry: 1. úsek ? km / 2. úsek ? km / 3. úsek ? km / 4. úsek ? km | - Traťové parametry: 1. úsek ? km / 2. úsek ? km / 3. úsek ? km / 4. úsek ? km | - Traťové parametry: 1. úsek ? km / 2. úsek ? km / 3. úsek ? km / 4. úsek ? km | - Traťové parametry: 1. úsek ? km / 2. úsek ? km / 3. úsek ? km / 4. úsek ? km | - Traťové parametry: 1. úsek ? km / 2. úsek ? km / 3. úsek ? km / 4. úsek ? km | - Traťové parametry: 1. úsek ? km / 2. úsek ? km / 3. úsek ? km / 4. úsek ? km | - Traťové parametry: 1. úsek ? km / 2. úsek ? km / 3. úsek ? km / 4. úsek ? km | - Traťové parametry: 1. úsek ? km / 2. úsek ? km / 3. úsek ? km / 4. úsek ? km |
| Umístění                                                                       | Země                                                                           | Jméno                                                                          | Čas                                                                            | Ztráta                                                                         | Umístění                                                                       | Země                                                                           | Jméno                                                                          | Čas                                                                            | Ztráta                                                                         |
|                                                                                | Švýcarsko                                                                      | Dominik Humbel Christian Aebersold Urs Flühmann Thomas Bührer                  | 3:37:16                                                                        |                                                                                |                                                                                | Švédsko                                                                        | Anette Nilssonová Marlena Janssonová Anna Bogrenová Marita Skogumová           | 2:48:48                                                                        |                                                                                |
|                                                                                | Spojené království                                                             | Jonathan Musgrave Martin Bagness Stephen Palmer Steven Hale                    | 3:37:31                                                                        | + 0:00:15                                                                      |                                                                                | Finsko                                                                         | Johanna Tiiraová Kirsi Tiiraová Annika Viiloová Eija Koskivaaraová             | 2:56:59                                                                        | + 0:08:11                                                                      |
|                                                                                | Finsko                                                                         | Keijo Parkkinen Mika Kuisma Petri Forsman Timo Karppinen                       | 3:38:20                                                                        | + 0:01:04                                                                      |                                                                                | Česko                                                                          | Petra Novotná Mária Honzová Marcela Kubatková Jana Cieslarová                  | 3:00:29                                                                        | + 0:11:41                                                                      |
| 8.                                                                             | Česko                                                                          | Petr Kozák Libor Zřídkaveselý Tomáš Prokeš Petr Vavrys                         | 3:51:25                                                                        | + 0:14:09                                                                      |                                                                                |                                                                                |                                                                                |                                                                                |                                                                                |

## Medailová klasifikace podle zemí
Úplná medailová tabulka:
| Umístění | Země               | Zlato | Stříbro | Bronz | Součet |
| -------- | ------------------ | ----- | ------- | ----- | ------ |
|          | Švédsko            | 3     | 2       | 1     | 6      |
|          | Norsko             | 1     | 0       | 1     | 2      |
|          | Dánsko             | 1     | 0       | 0     | 1      |
|          | Švýcarsko          | 1     | 0       | 0     | 1      |
| 5.       | Finsko             | 0     | 3       | 2     | 5      |
| 6.       | Spojené království | 0     | 1       | 1     | 2      |
| 7.       | Česko              | 0     | 0       | 1     | 1      |